# Matriz (álbum)
Matriz é o quinto álbum de estúdio e oitavo lançamento em disco de vinil da cantora de rock brasileira Pitty, lançado em 26 de abril de 2019 pela gravadora Deck. Pitty começou a planejar o projeto no ano anterior com a conceitualização da Tour Matriz, que se iniciou enquanto ela estava compondo canções que se resultava da experiência criada para a turnê. O disco se difere de seus lançamentos anteriores sonoramente nas obras por uma sonoridade próxima à da cultura baiana.

## Antecedentes
Composto e gravado durante a primeira parte da Turnê Matriz, o disco partiu da ideia de revisitar suas origens, chegar na matriz sonora, como através do rock ela dialoga com novas influências, perceber como isso se comporta nos dias de hoje e toda sua trajetória até então. O álbum foi gravado parte no Rio de Janeiro, no Estúdio Tambor, parte em São Paulo e parte em Salvador, onde Pitty nasceu e viveu até os 23 anos quando foi para o Rio gravar o primeiro disco.
Segundo ela, "metaforizando, é como a história de uma blueswoman que sai da plantação de algodão, bota a viola no saco e vai tentar a vida na cidade grande. É uma espécie de retorno de um auto-exílio estético e cultural, e isso só é possível hoje por vários motivos." Uma das participações é de Lazzo Matumbi, que, segundo ela, é parte dessa "Bahia fundamental".

## Repertório
Após quase 5 (cinco) anos sem um álbum de inéditas, a cantora Pitty publicou a data e capa do novo projeto, intitulado "Matriz". Com capa assinada por Otávio Souza, o álbum, com 13 faixas/11 canções, conta com a colaboração de Lazzo Matumbi, nas músicas "Noite Inteira", que também tem a colaboração de Nancy Vieira, que já foi lançada como segundo single, e "Sol Quadrado", que também conta com a participação de Larissa Luz; e da banda BaianaSystem, na faixa "Roda".
Há duas regravações no repertório essencialmente inédito e autoral. Uma delas é "Motor", canção de espírito blues-rock, composta por Tiago Oliveira, em 2012, lançada no ano seguinte pela banda Maglore e redimensionada na voz de Gal Costa em 2018. A outra regravação do 5º (quinto) álbum solo de Pitty, é a de "Para o Grande Amor", canção de autoria do amigo e compositor baiano, Peu Souza (1977–2013) lançada em disco pela banda carioca Folks, em 2015, dois anos após a morte precoce do autor aos breves 33 anos.

## Promoção

### Turnê
A Tour Matriz conta com shows em cidades de todo o Brasil, desde que iniciou em 28 de julho de 2018. Com a proposta de divulgar a quantidade de grandes talentos musicais do Brasil, a cantora está divulgando o projeto "Palco Aberto". A abertura de vinte shows da turnê ficam por conta de bandas escolhidas pela própria Pitty e Tony Aiex, editor-chefe do TMDQA!, por hashtagas nas redes sociais.

### Singlesoficiais
Em 20 de março de 2019, a cantora lançara a canção Noite Inteira como primeiro single do novo trabalho, também acompanhado de um videoclipe todo em animação, gravado nos Estúdios Madeira, Vista e Casa das Máquinas. O single atingiu a 13ª posição no iTunes Chart Brasil. Após o lançamento do álbum, a canção atingiu a 3ª posição no Itunes da Bolivia. O alcance se deu por mais de uma semana nos dois países. O videoclipe desta, foi dirigido por Carlos Pedreañez. Produzido por Rafael Ramos. Em 1 (mês) de lançamento do videoclipe, obteve quase 800 mil visualizações.
Em 25 de maio de 2019, Pitty postou, em suas redes sociais, um retrato seu com a seguinte legenda: "a carinha de quem está doida pra soltar um spoiler mas NÃO VOU". No dia seguinte, ela postou uma selfie, com uma maquiagem mais pesada, e a legenda: "me faz queimar de novo", parte da canção Ninguém é de Ninguém, deixando seus seguidores com palpites desta ser o próximo single e videoclipe. Após dois meses, em 26 de julho, Pitty anunciou o lançamento para 31 de julho de 2019 promovendo com três gifs e uma foto de partes do videoclipe.
Para o Grande Amor foi anunciada como terceiro single do álbum, em 16 de dezembro de 2019, por Pitty, em sua conta oficial no Twitter, avisando que também já estaria nas rádios. Nada foi falado de um videoclipe, apenas lançado um lyric video.
"A música #RODA se desdobrou num clipe ao vivo com o @baianasystem e até em remix do @pupillo74! dia 18.02 quero ver todo mundo girando nesse...", foi a frase escrita em uma postagem da capa do quarto single do álbum, Roda, lançado no dia 18 de fevereiro de 2020, simultaneamente com um videoclipe ao vivo gravado na casa de show "Concha Acústica de Salvador", Bahia, e dirigido por Daniel Ferro.
Em 26 de maio de 2020, Pitty anunciou por meio de sua conta no Twitter o lançamento de "Submersa" como single e sua presença já constando nas rádios, promovendo com um trecho da VideoTrackz da faixa com a legenda "peça submersa nas rádios de todo o Brasil". O videoclipe oficial saiu em 3 de junho de 2020, em seu canal oficial no YouTube.
Em 12 de março de 2021, Pitty anunciou em suas redes sociais o lançamento de "Bahia Blues" como single do álbum. Um videoclipe foi lançado para a faixa na mesma data do lançamento do single.
Em 24 de março de 2021, Pitty lançou "Motor" como single do álbum juntamente com o videoclipe.

#### Singlepromocional
Te Conecta, foi lançada como single promocional de divulgação da "Tour Matriz", iniciada em 2018, em 10 de setembro de 2018, acompanhado do videoclipe. A canção traz uma sonoridade diferente, com influências de vários gêneros, como o reggae e o dub. A letra foi escrita por Pitty durante uma reflexão pessoal e fala sobre buscar um lugar de conexão consigo mesma. Foi a primeira canção que aconteceu, a qual Pitty não sabia que entraria no álbum, mas depois ela percebeu que esta fazia sentido entrar em "Matriz" porque ajudava a contar a história do álbum. O single atingiu a 4ª posição no iTunes Chart brasileiro, e a 1ª posição no Chart da Bolívia. O alcance se deu por mais de uma semana. O clipe marca mais de 1 milhão de visualizações no YouTube. A faixa recebeu a certificação de “single de ouro” por acumular mais de 8 milhões de streams, o que equivale a uma média de 40 mil cópias vendidas. O videoclipe teve direção de Cisco Vasques e produção de Otavio Augusto, Iara Medeiros e Joanna Jourdan.

### Matriz.doc
O documentário, "MATRIZ.doc", exclusivo do In-Edit Brasil, mostra o resultado entre passado e presente para construir um novo futuro na carreira da cantora.

## Faixas
| CD, download digital e streaming |                                       |                                          |         |  |
| N.º                              | Título                                | Compositor(es)                           | Duração |  |
| 1.                               | "Bicho Solto"                         | Pitty, Dorival Caymmi                    | 2:47    |  |
| 2.                               | "Noite Inteira" (feat. Lazzo Matumbi) | Pitty, Martin Mendonça, Gui Almeida      | 5:15    |  |
| 3.                               | "Ninguém é de Ninguém"                | Pitty, Daniel Weksler                    | 3:07    |  |
| 4.                               | "Motor"                               | Teago Oliveira                           | 3:50    |  |
| 5.                               | "Saudade (Vinheta)"                   | Pitty                                    | 0:04    |  |
| 6.                               | "Roda" (feat. BaianaSystem)           | Pitty, Roberto Barreto, Russo Passapusso | 3:20    |  |
| 7.                               | "Azul (Vinheta)"                      | Pitty                                    | 0:04    |  |
| 8.                               | "Bahia Blues"                         | Pitty                                    | 3:47    |  |
| 9.                               | "Te Conecta"                          | Pitty                                    | 3:52    |  |
| 10.                              | "Redimir"                             | Pitty                                    | 3:36    |  |
| 11.                              | "Para o Grande Amor"                  | Peu Sousa                                | 3:43    |  |
| 12.                              | "Submersa"                            | Pitty                                    | 4:06    |  |
| 13.                              | "Sol Quadrado" (feat. Larissa Luz)    | Pitty                                    | 5:42    |  |
| Duração total:                   | Duração total:                        | Duração total:                           | 44:21   |  |

LP
| Lado A         |                                       |                                          |         |  |
| N.º            | Título                                | Compositor(es)                           | Duração |  |
| 1.             | "Bicho Solto"                         | Pitty, Dorival Caymmi                    | 2:47    |  |
| 2.             | "Noite Inteira" (feat. Lazzo Matumbi) | Pitty, Martin Mendonça, Gui Almeida      | 5:15    |  |
| 3.             | "Ninguém é de Ninguém"                | Pitty, Daniel Weksler                    | 3:07    |  |
| 4.             | "Motor"                               | Teago Oliveira                           | 3:50    |  |
| 5.             | "Saudade (Vinheta)"                   | Pitty                                    | 0:04    |  |
| 6.             | "Roda" (feat. BaianaSystem)           | Pitty, Roberto Barreto, Russo Passapusso | 3:20    |  |
| 7.             | "Azul (Vinheta)"                      | Pitty                                    | 0:04    |  |
| Duração total: | Duração total:                        | Duração total:                           | 18:27   |  |

| Lado B         |                                    |                |         |  |
| N.º            | Título                             | Compositor(es) | Duração |  |
| 1.             | "Bahia Blues"                      | Pitty          | 3:47    |  |
| 2.             | "Redimir"                          | Pitty          | 3:36    |  |
| 3.             | "Para o Grande Amor"               | Peu Sousa      | 3:43    |  |
| 4.             | "Submersa"                         | Pitty          | 4:06    |  |
| 5.             | "Sol Quadrado" (feat. Larissa Luz) | Pitty          | 5:42    |  |
| Duração total: | Duração total:                     | Duração total: | 20:54   |  |

K7
| Lado A         |                                       |                                          |         |  |
| N.º            | Título                                | Compositor(es)                           | Duração |  |
| 1.             | "Bicho Solto"                         | Pitty, Dorival Caymmi                    | 2:47    |  |
| 2.             | "Noite Inteira" (feat. Lazzo Matumbi) | Pitty, Martin Mendonça, Gui Almeida      | 5:15    |  |
| 3.             | "Ninguém é de Ninguém"                | Pitty, Daniel Weksler                    | 3:07    |  |
| 4.             | "Motor"                               | Teago Oliveira                           | 3:50    |  |
| 5.             | "Saudade (Vinheta)"                   | Pitty                                    | 0:04    |  |
| 6.             | "Roda" (feat. BaianaSystem)           | Pitty, Roberto Barreto, Russo Passapusso | 3:20    |  |
| 7.             | "Azul (Vinheta)"                      | Pitty                                    | 0:04    |  |
| 8.             | "Bahia Blues"                         | Pitty                                    | 3:47    |  |
| Duração total: | Duração total:                        | Duração total:                           | 20:14   |  |

| Lado B         |                                    |                |         |  |
| N.º            | Título                             | Compositor(es) | Duração |  |
| 1.             | "Te Conecta"                       | Pitty          | 3:52    |  |
| 2.             | "Redimir"                          | Pitty          | 3:36    |  |
| 3.             | "Para o Grande Amor"               | Peu Sousa      | 3:43    |  |
| 4.             | "Submersa"                         | Pitty          | 4:06    |  |
| 5.             | "Sol Quadrado" (feat. Larissa Luz) | Pitty          | 5:42    |  |
| Duração total: | Duração total:                     | Duração total: | 19:59   |  |

Notas
- ↑[a]  Contém sampler de "Noite de Temporal" (composição de Dorival Caymmi).
- ↑[b]  Parte de um poema/texto.
- ↑[c]  Parte de um poema/texto.
- ↑[d]  Não contém na edição de disco de vinil (LP).

## Créditos
- Pitty: Vocal principal, coro, piano, percussão de boca e palmas [14]
- Martin Mendonça: Guitarras, violão e palmas
- Guilherme Almeida: Baixo elétrico
- Daniel Weksler: Bateria, palmas
- Paulo Kishimoto: Pianos, sintetizador, órgão Hammond, percussão, lap steel e palmas

## Recepção
| Críticas profissionais | Críticas profissionais |
| Avaliações da crítica  | Avaliações da crítica  |
| Fonte                  | Avaliação              |
| ---------------------- | ---------------------- |
| O Globo                | (Bom)                  |
| O Grito!               | 8 de 10 estrelas.      |

Matriz recebeu críticas positivas.
Silvio Essinger para O Globo, elogia a cantora e as sonoridades presentes no disco: "Mesmo as incursões de Pitty pelo reggae — "Te conecta" e "Sol quadrado" (com Larissa Luz) — são construídas com eficácia e equilíbrio e não destoam do conjunto de faixas desse álbum com impressionante profundidade sonora e verniz de produção internacional." 
Paulo Floro para a revista O Grito! diz que este é o melhor álbum da carreira de Pitty, se encontrando com suas raízes africanas: "O disco traz ainda participações de Larissa Luz, Pupillo e Marlon Sette, além de reunir a banda de Pitty, em turnê desde o ano passado: Pitty nos vocais, Martin na guitarra, Gui Almeida no baixo, Paulo Kishimoto numa variedade de instrumentos e Dani Weksler na bateria. Matriz traz Pitty em sua melhor fase, bastante segura e madura, bicho soltíssimo."
Matriz foi eleito um dos 25 melhores álbuns brasileiros do primeiro semestre de 2019 pela Associação Paulista de Críticos de Arte.